# ラリー・ドイチュラント

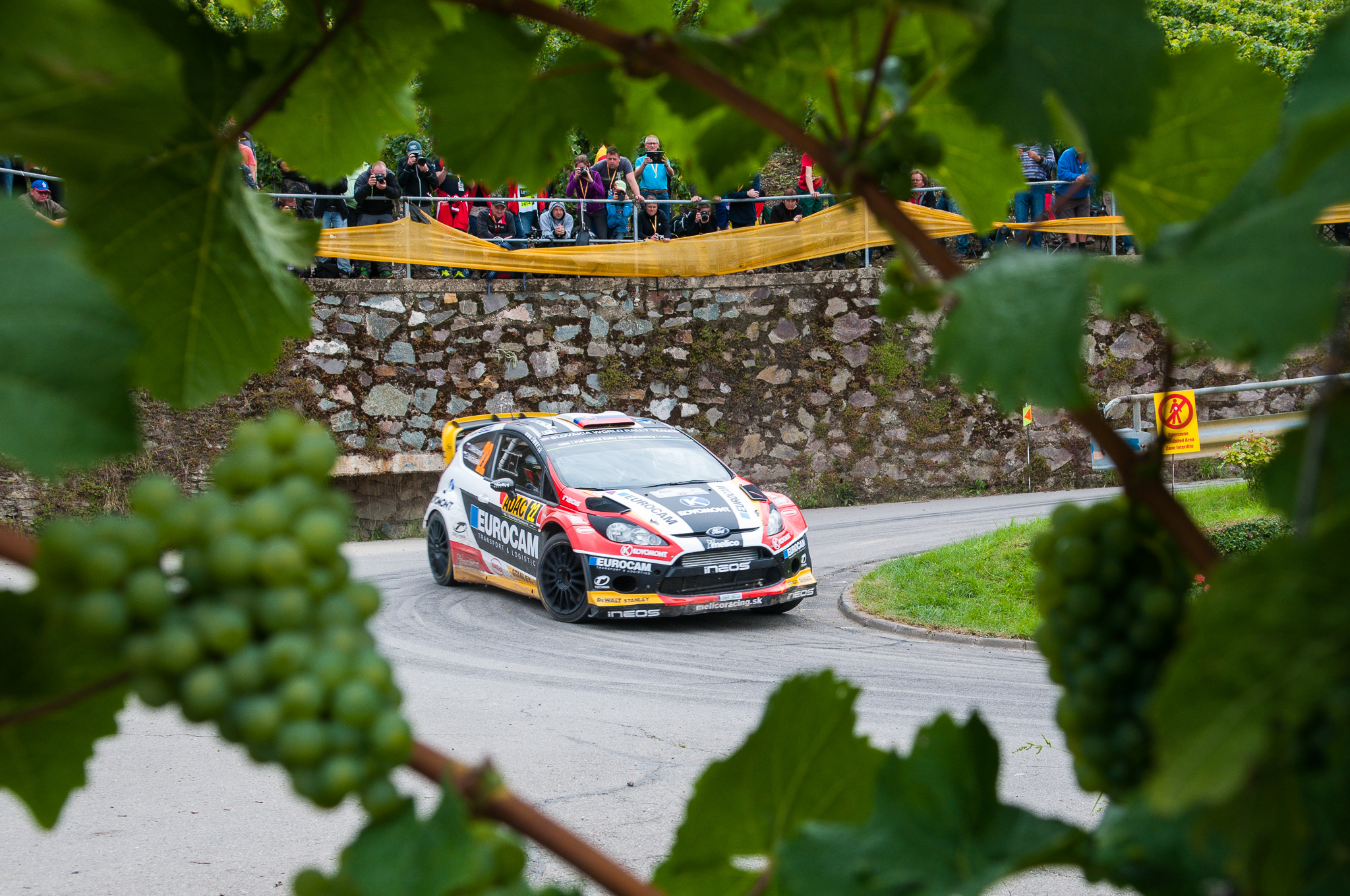

ラリー・ドイチュラント（Rallye Deutschland）はドイツで開催される世界ラリー選手権 (WRC) の一戦。「ラリー・ドイツ」または「ラリー・ジャーマニー」とも呼ばれる。またメディアでは「ラリー・ドイチェラント」の表記もよく見られる。

## 特徴
第1回はドイツラリー選手権として1982年に初開催。2002年からはWRCの一戦となる。
フランスやルクセンブルクと国境を接するドイツ西南部を舞台に開催される。2016年までは古都トリーアを中心に開催され、スタート/フィニッシュおよびスーパーSSは世界遺産のポルタ・ニグラ周辺で行なわれた。2017年はトリーアから60km離れたボスタールゼー（ボスタール湖）にサービスパークが移動した。

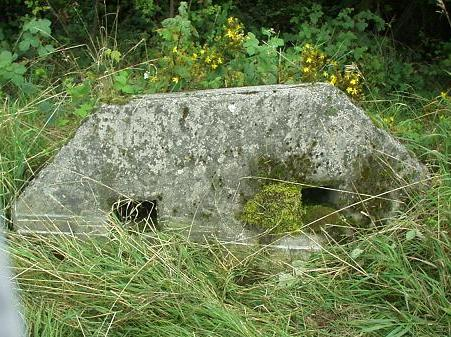
ヒンケルシュタイネ

路面はターマックだが、元々3つのラリーを統合して生まれたイベントであるため、エリアよって舗装の特性が全く異なるという難しさがある。ドイツワインの産地として有名なモーゼル河畔では急勾配の葡萄畑をぬう細い農道を疾走し、サイドブレーキを使って曲がるヘアピンコーナーも多い。
特に危険な箇所としてバウムホルダー軍事演習地内の「パンツァープラッテ」は荒れたコンクリート路面で滑りやすく、戦車の脱輪防止用として路肩に埋め込まれた竜の歯（ヒンケルシュタイネ（独: Hinkelsteine））に触れると大ダメージを受けるコースである。2004年にはペター・ソルベルグがヒットし、横転してコ・ドライバーのフィル・ミルズ側のピラーが全て曲がる程のクラッシュをし、車を大破させた。
森林や野原を巡るフラットな高速ステージでは、所々に干し草の俵を置いたシケインが設置されている。
イベント期間中は天候が不安定で、雨が降るとより難易度が上がる。そのためただプッシュするだけでなく、冷静に路面を読んだドライビングと技術が要求される。

## 歴代勝者
WRC昇格以降。セバスチャン・ローブは2002年にここでWRC初優勝を挙げて以来最も得意にしてきた。
| 年     | 優勝者                          | 優勝者                          | 車輌                            |
| 年     | ドライバー                      | コ・ドライバー                  | 車輌                            |
| ------ | ------------------------------- | ------------------------------- | ------------------------------- |
| 2002年 | セバスチャン・ローブ            | ダニエル・エレナ                | シトロエン・クサラWRC           |
| 2003年 | セバスチャン・ローブ            | ダニエル・エレナ                | シトロエン・クサラWRC           |
| 2004年 | セバスチャン・ローブ            | ダニエル・エレナ                | シトロエン・クサラWRC           |
| 2005年 | セバスチャン・ローブ            | ダニエル・エレナ                | シトロエン・クサラWRC           |
| 2006年 | セバスチャン・ローブ            | ダニエル・エレナ                | シトロエン・クサラWRC           |
| 2007年 | セバスチャン・ローブ            | ダニエル・エレナ                | シトロエン・C4WRC               |
| 2008年 | セバスチャン・ローブ            | ダニエル・エレナ                | シトロエン・C4WRC               |
| 2009年 | WRCのローテーション制により休止 | WRCのローテーション制により休止 | WRCのローテーション制により休止 |
| 2010年 | セバスチャン・ローブ            | ダニエル・エレナ                | シトロエン・C4 WRC              |
| 2011年 | セバスチャン・オジェ            | ジュリアン・イングラシア        | シトロエン・DS3 WRC             |
| 2012年 | セバスチャン・ローブ            | ダニエル・エレナ                | シトロエン・DS3 WRC             |
| 2013年 | ダニ・ソルド                    | カルロス・デル・バリオ          | シトロエン・DS3 WRC             |
| 2014年 | ティエリー・ヌービル            | ニコラ・ジルソウル              | ヒュンダイ・i20 WRC             |
| 2015年 | セバスチャン・オジェ            | ジュリアン・イングラシア        | フォルクスワーゲン・ポロ R WRC  |
| 2016年 | セバスチャン・オジェ            | ジュリアン・イングラシア        | フォルクスワーゲン・ポロ R WRC  |
| 2017年 | オィット・タナック              | マルティン・ヤルベオヤ          | フォード・フィエスタWRC         |
| 2018年 | オィット・タナック              | マルティン・ヤルベオヤ          | トヨタ・ヤリスWRC               |
| 2019年 | オィット・タナック              | マルティン・ヤルベオヤ          | トヨタ・ヤリスWRC               |
| 2020年 | 開催中止                        | 開催中止                        | 開催中止                        |